# Ben Varon
Ben Varon (ur. 18 listopada 1983 w Helsinkach) – fiński gitarzysta występujący w zespole metalowym Amoral od początku jego istnienia.

## Życiorys
Ben Varon zaczął grać na gitarze w wieku 11-12 lat. Po roku namów, dostał od rodziców kopię Stratocastera. Pierwsze lata mijały bez większych postępów:wziął kilka lekcji, aby zacząć, ale tak naprawdę nie ćwiczył dużo.Ben mówi w swojej biografii, że dopiero później zrozumiał, że jeśli chce zrobić krok do przodu, powinien zacząć nad pracować swoją techniką. W 1997 w wieku 14 lat Ben Varon zaczął grać z Juhana Karlsson, z którym chodził do tej samej szkoły. Zaczęli od kilku piosenek Metalliki. To był pierwszy raz kiedy Ben grał razem z innym muzykiem. Grali ze sobą tak często, jak to możliwe. Zespół Amoral został założony w 1997.Ben Varon to głównie samouk, aczkolwiek brał udział w kilku lekcjach na przestrzeni lat.Po pierwsze, kiedy zaczął się uczyć jak dostroić gitarę i tworzyć akordy enigmatyczne (ang. power chords). Potem, kilka lat później, gdy zaczął właściwie praktykować, przez chwilę brał lekcje w konserwatorium Pop & Jazz w Helsinkach. Największy wpływ na muzykę Bena wywarł Slash (ex. Guns N’ Roses) i gitarzysta Dimebag Darrell (Pantera). Slash, zafascynował Bena utworami na albumach Use Your Illusion i był jednym z powodów dla niego, by zacząć grać na gitarze. Nieco później Ben zainteresował się Panterą i Dime wpłynął na jego grę aż do teraz.Niektóre inne źródła inspiracji to Nuno Bettencourt, Roope Latvala, Randy Rhoads i Zakk Wylde.
W 2012, japoński magazyn Young Guitar opublikował 10 stron nut utworów Amoral, wraz z instruktażem wykonania Bena. Ben Varon otrzymał szóste miejsce (2009) oraz piąte (2011) w kategorii najlepszego muzyka metalowego w Finlandii.

## Komponowanie
Ben Varon jest głównym odpowiedzialnym za muzykę Amoral.Silver Ots był współkompozytorem utworów zespołu aż do albumu „Show Your Colors”. Masi Hukari częściowo brał udział w pisaniu tekstów i kompozycji na „Beneath”, a na „Fallen Leaves & Dead Sparrows” miał wpływ od początku tworzenia krążka.